# Ouida
Maria Louise Ramé, conhecida pelo pseudônimo de Ouida (Bury Saint Edmunds, 1 de Janeiro de 1839 – Viareggio, 25 de Janeiro de 1908) foi uma escritora britânica. Apesar de ser conhecida como Ouida, preferia ser chamada pelo nome Marie Louise de la Ramée.
Escreveu mais de 40 livros na carreira, bem como contos, livros infantis e ensaios. Sendo bem-sucedida na escrita, podia viver uma vida confortável e sua casa vivia cheia de personalidades da época. Um de seus livros mais famosos, Under Two Flags, fala da presença britânica na Argélia e foi adaptada para o teatro e para o cinema várias vezes. O escritor Jack London a tinha em grande consideração. O estilo luxuoso de vida acabou levando-a à falência e seus trabalhos foram levados a leilão na esperança de pagar suas dívidas.

## Biografia
Maria Louise nasceu em 1839, em Bury Saint Edmunds, Condado de Suffolk. Sua mãe, Susan Sutton, vinha de família de comerciantes e seu pai era francês. Seu apelido, Ouida era uma forma de se pronunciar Louise quando criança.
Em 1867 mudou-se para o Hotel Langham, em Londres, onde dizia-se que escrevia na cama, à luz de velas, com as cortinas fechadas e rodeada por flores de cor púrpura. Suas contas tanto de hotel quanto de floricultura eram imensas, bem como a fila de convidados que visitavam sua suíte para os saraus literários, como Oscar Wilde, Algernon Swinburne, Robert Browning e Wilkie Collins. Muitos de seus personagens foram retirados das longas noites de conversas literárias.
Por muito anos viveu em Londres, mas 1871, mudou-se para a Itália. Em 1874, instalou-se em Florença com sua mãe e lá tentou estabelecer uma carreira de escritora. Primeiro alugou um apartamento em Palazzo Vagnonville e depois se mudou para Villa Farinola, em Scandicci, pouco mais de três quilômetros de Florença, onde vivia no luxo, recebendo convidados, colecionando obras de arte, vestindo-se com roupas caras, cavalgando e tendo vários cães, os quais amava e cuidava com esmero.
Escreveu não apenas obras de ficção, mas também ensaios e críticas para revistas literárias, ainda que não fosse remunerada por isso. Usava os lugares onde morava e por onde passava como locais para seus enredos em seus livros, tornando amigos queridos e parentes em personagens.

## Últimos anos e morte
Ainda que tenha alcançado um grande sucesso na carreira de escritora, Maria Louise gastou demais em luxos e viagens. Uma pensão lhe foi oferecida pelo primeiro-ministro, Sir Henry Campbell-Bannerman, que ela aceitou relutantemente. Vivia na Itália, onde morreu em 25 de janeiro de 1908, aos 69 anos devido a uma pneumonia. Ela foi sepultada no cemitério inglês em Bagni di Lucca.